# Stradivari De Munck
Lo Stradivari De Munck (noto come Feuermann; De Munck; Gardiner) è un violoncello realizzato nel 1730 da Antonio Stradivari. Benché riporti in etichetta la data 1710, è un violoncello dell'ultimo periodo dei Stradivari, ed è caratterizzato per la forma lunga e strozzata.
Tale violoncello è stato suonato da Ernest de Munck, Emanuel Feuermann e Aldo Parisot ed è proprietà della Nippon Music Foundation, che lo ha concesso in uso a Steven Isserlis.

## Caratteristiche
| Lunghezza                   | 74.6 cm. |
| Larghezza (parte superiore) | 32.7 cm. |
| Larghezza (al centro)       |          |
| Larghezza (parte inferiore) | 41.9 cm. |

## Percorsi
Ecco il percorso noto di questo violino.

### Interpreti
| Interprete        | Dal  | Accertato nel | Fino al |
| ----------------- | ---- | ------------- | ------- |
| Ernest de Munck   |      |               |         |
| Emanuel Feuermann | 1934 |               | 1942    |
| Aldo Parisot      | 1956 | 1987          |         |
| Steven Isserlis   | 1998 | 2006          | 2011    |
| Camille Thomas    | 2019 |               |         |

### Proprietari
| Proprietario              | Dal  | Accertato nel | Fino al |
| ------------------------- | ---- | ------------- | ------- |
| de Barrau                 |      |               |         |
| Auguste-Joseph Franchomme |      |               | 1869    |
| Ernest de Munck           | 1869 |               |         |
| Hériot                    |      |               |         |
| W.E. Hill & Sons          | 1926 |               | 1934    |
| Emanuel Feuermann         | 1934 |               | 1942    |
| Russell B. Kingman        | 1943 |               | 1956    |
| Aldo Parisot              | 1956 | 1987          |         |
| Nippon Music Foundation   | 1996 |               |         |